# José Roberto Arruda
José Roberto Arruda GOMD • ComMM (Itajubá, 5 de janeiro de 1954) é um engenheiro eletricista e político brasileiro, filiado ao Partido Liberal (PL).
Servidor de carreira, Arruda ascendeu a postos de chefia na administração antes de ingressar na política do Distrito Federal. Foi eleito senador, deputado federal e governador do Distrito Federal. A vida política de Arruda foi tumultuada pela renúncia, em 2001, após escândalo de adulteração do painel de votação do Senado, quando atuou ao lado de Antônio Carlos Magalhães e, em 2010, pela descoberta de um grande esquema de corrupção no governo do Distrito Federal, conhecido como mensalão do DEM.
No decurso das investigações, Arruda foi preso preventivamente, tornando-se o primeiro governador do Brasil a ser encarcerado durante o mandato. Ele foi afastado do governo por ordem do Poder Judiciário, e ficou preso de 11 de fevereiro a 12 de abril de 2010 na carceragem da Polícia Federal em Brasília. Em 16 de março teve seu mandato cassado pelo Tribunal Regional Eleitoral do Distrito Federal (TRE-DF) por infidelidade partidária.
Foi preso acusado de participar de um esquema de propina de 900 milhões de reais na obra do Estádio Mané Garrincha para a Copa do Mundo FIFA de 2014. É casado com Flávia Arruda, que em 2021 assumiu o cargo de ministra-chefe da Secretaria de Governo do Brasil. 

## Biografia

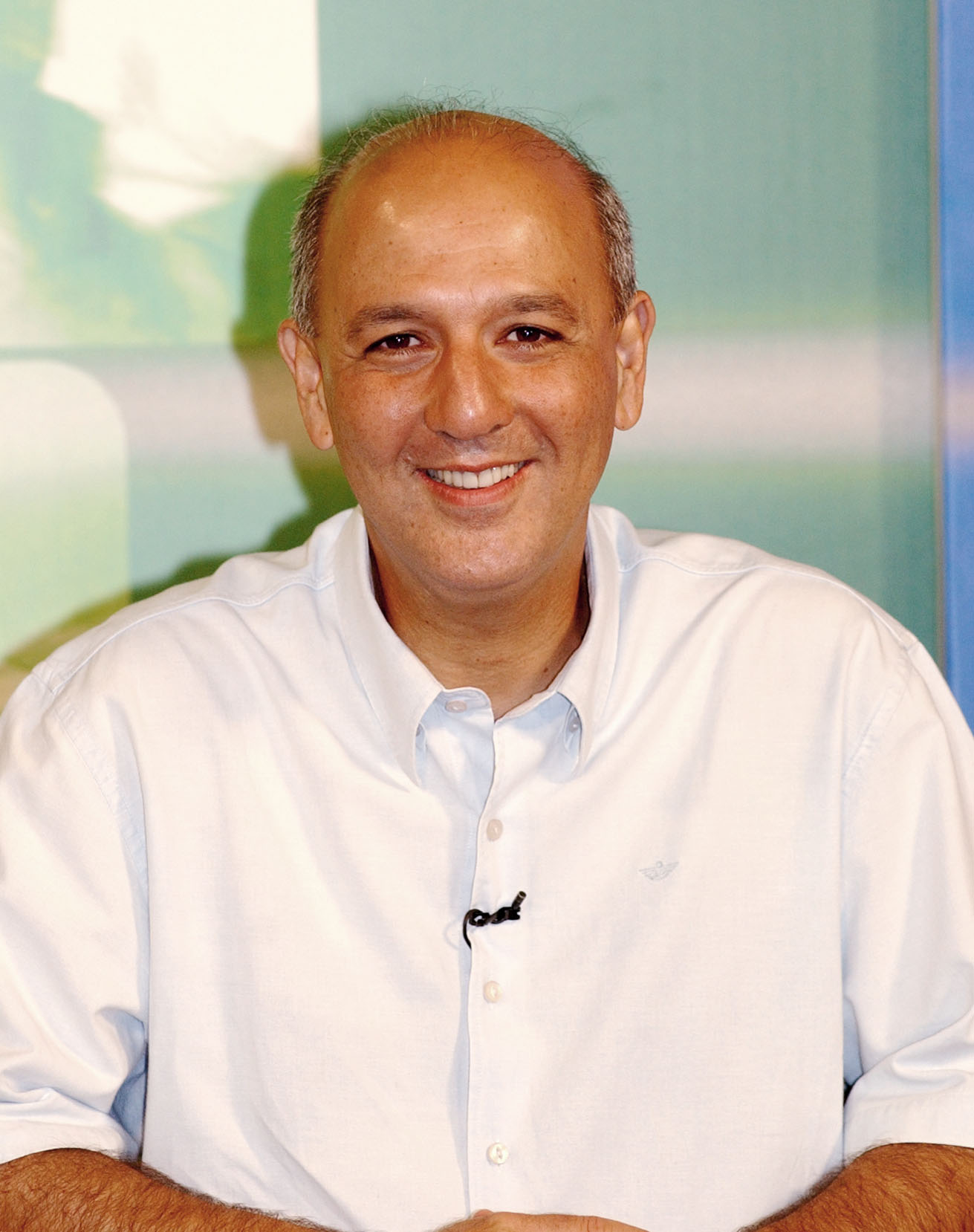
Arruda em 2004.

José Roberto Arruda é casado pela terceira vez. A primeira foi Angela, com quem teve três filhos. A segunda foi a atriz Mariane Vicentini e a terceira e atual é Flávia Peres. Ainda adotou mais quatro filhos.

### Servidor público
Iniciou sua carreira de servidor público como diretor da Novacap (Companhia Urbanizadora da Nova Capital), ainda no fim dos anos setenta. Em meados dos anos 80 tornou-se diretor da Companhia Energética de Brasília (CEB), período em que estreitou seus laços com políticos tradicionais, como José Aparecido de Oliveira e Joaquim Roriz. Com a eleição e a consequente posse de Joaquim Roriz no cargo de governador do Distrito Federal, Arruda, como é conhecido, assumiu a chefia de gabinete do governador e ainda no primeiro ano de governo deixou este posto para assumir o cargo de secretário de obras do Distrito Federal tendo sido um dos responsáveis pela execução de uma das obras mais polêmicas do primeiro governo Roriz, o Metrô do Distrito Federal que tempos depois teria sua obra embargada por suspeitas de irregularidades.

### Senador da República
Em 1994, com o apoio de Roriz, foi candidato a senador pelo antigo Partido Progressista (PP; fusão do PTR e do PST que em 1995 fundiu com o PPR, formando o PPB), tendo logrado êxito na disputa.[carece de fontes?]
Em 1995 rompeu com Roriz e ingressou no PSDB. Nas eleições de 1998 foi candidato ao governo do Distrito Federal pela primeira vez, tendo sido derrotado por Joaquim Roriz e Cristovam Buarque ainda em primeiro turno e ficado em terceiro lugar.[carece de fontes?] Em 2001, Arruda foi admitido pelo presidente Fernando Henrique Cardoso à Ordem do Mérito Militar no grau de Comendador especial.

#### Escândalo do painel eletrônico
Iniciado após reportagem da revista ISTOÉ em fevereiro de 2001, que relata um encontro de Antônio Carlos Magalhães e procuradores da república, em que este relata que sabia como votou cada senador no escrutínio secreto da perda do mandato do senador Luís Estêvão em 2000. No início, Arruda negou com incisivo discurso na tribuna no Senado a acusação de que teria solicitado a então diretora do Prodasen - órgão de tecnologia da informação do Senado, Regina Célia Peres Borges, a lista de como votaram os senadores, e repassa-la a Antonio Carlos. Entretanto, dias depois voltou à mesma tribuna, para admitir o contrário. Deixa a liderança do governo e em 24 de abril desligou-se do PSDB. Renunciou ao cargo em 24 de maio de 2001, evitando assim o processo de cassação do seu mandato, já em curso. Em seu lugar assumiu o suplente, o empresário Lindberg Aziz Cury.

### Deputado federal
Pouco mais de um ano e meio após os escândalos, nas eleições de 2002, foi candidato a deputado federal, já filiado ao Partido da Frente Liberal (PFL). Elegeu-se como o deputado federal mais votado do Distrito Federal e o mais votado do país em termos proporcionais. Aliado do governo Lula, em 2005 recebeu do presidente a condecoração da Ordem do Mérito da Defesa no grau de Grande-Oficial.

### Candidato ao governo do Distrito Federal

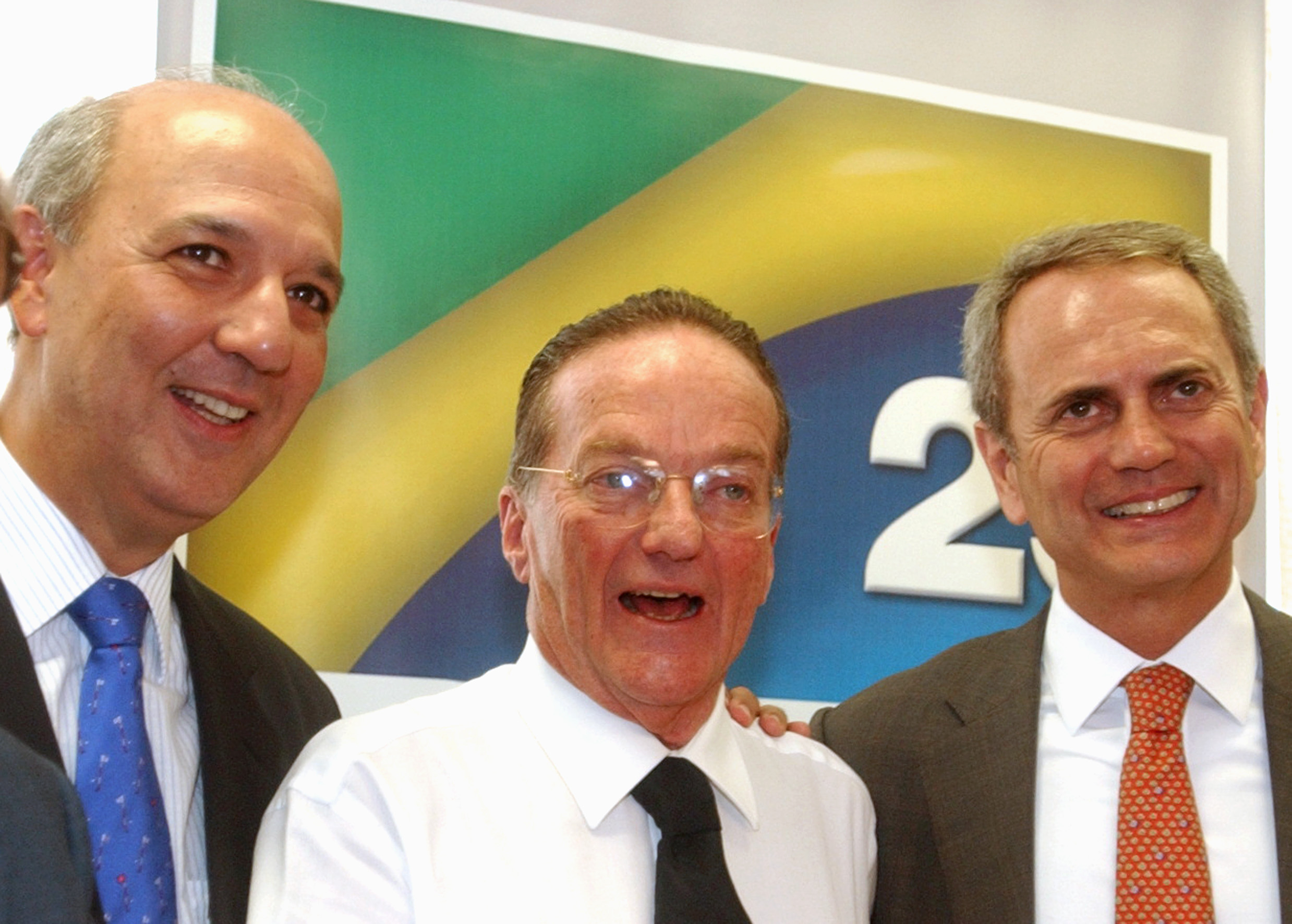
José Roberto Arruda (à esquerda), Jorge Bornhausen (centro) e Paulo Octávio (à direita), em 31 de outubro de 2006.

Em 2006 lança-se pré-candidato ao governo do Distrito Federal pelo PFL. Neste período trava duas duras batalhas: uma com a base política do ex-governador Joaquim Roriz, que pretendia lançar como candidata ao cargo a então governadora Maria de Lourdes Abadia, que havia assumido após a renuncia de Roriz para se candidatar ao Senado; e outra com o então senador Paulo Octávio, para decidir qual nome seria indicado pelo PFL em uma eventual disputa. Através de uma manobra política articulada pelo então presidente do PFL, Jorge Bornhausen, o partido decide romper com a base do ex-governador Joaquim Roriz e lançar uma chapa independente, em que Arruda foi o candidato ao governo e Paulo Octávio a vice.[carece de fontes?]
Na eleição distrital no Distrito Federal em 2006 a chapa foi eleita em primeiro turno, com pouco mais de 50% dos votos válidos, derrotando em primeiro turno as candidatas Maria de Lourdes Abadia, do PSDB, Arlete Sampaio, do PT, e outros candidatos.[carece de fontes?]

### Governador do Distrito Federal
No Governo do Distrito Federal, divulgou medidas para diminuir o gasto público e para restabelecer a legalidade. Nos primeiros dias de governo reduziu as secretarias de 38 para 16; mudou a sede administrativa do governo para Taguatinga; implantou o gabinete de gestão integrada do governo, onde os funcionários do primeiro escalão trabalhavam na mesma sala, visando a transparência e a comunicação; e exonerou cerca de 16.000 funcionários comissionados do governo, com a perspectiva de contratar a metade no futuro. No primeiro ano de governo, proibiu a circulação do transporte coletivo de vans, retirou placas de propaganda não permitidas, e demoliu edifícios em situação irregular e deu início ao processo de legalização de diversos condomínios.[carece de fontes?]

### Saída do DEM
No dia 10 de dezembro de 2009, Arruda anuncia sua desfiliação do DEM, e também que não será mais candidato a reeleição e nem disputará mais nenhuma eleição. Tecnicamente, não haveria tempo hábil de disputar cargo algum em 2010, já que os prazos para filiação a outro partido haviam se esgotado.
Ainda em 7 de janeiro de 2010, o governador Arruda, em uma cerimônia, diz "perdoar os que o insultam", que entende as indignações pela força das imagens, e que sabe que "já perdoou porque só assim pode também pedir perdão pelos seus pecados".

### Partido da República
Em 5 de outubro de 2013, Arruda filiou-se ao Partido da República (PR).

### Condenação pelo crime de falsidade ideológica
O então ex-governador do Distrito Federal foi condenando pelo Tribunal de Justiça do Distrito Federal, em 5 de maio de 2017, pelo crime de falsidade ideológica. Segundo a sentença, o político forjou quatro recibos em 2009, com valor total em R$ 90 mil, para justificar doações ilegais recebidas de Durval Barbosa. Arruda foi condenado a 3 anos, 10 meses e 20 dias de reclusão, além do pagamento de multa pelo dano aos cofres públicos.
O escândalo envolvendo os recibos ficou conhecido como "farra dos panetones" porque, à época, Arruda disse que as doações de Durval serviriam para comprar os pães natalinos para famílias carentes do DF.

## Investigações e suspeitas de corrupção
No dia 27 de novembro de 2009, a Polícia Federal deu início à Operação Caixa de Pandora, com o cumprimento de mandados de busca e apreensão na residência oficial do governador José Roberto Arruda, em secretarias do governo e em gabinetes de deputados na Câmara Legislativa. Foram apreendidos computadores, arquivos de mídia e documentos, além de 30 mil dólares, cinco mil euros e 700 mil reais. No mesmo dia, o governador exonerou os envolvidos nas investigações, além de ter especulado que o desvio de recursos e a corrupção possam ter existido desde o governo anterior, de Joaquim Roriz. Dez pedidos de impeachment foram protocolados por deputados na Câmara Legislativa do Distrito Federal.
Segundo matérias jornalística, Arruda comandava uma rede de pagamentos a parlamentares do Distrito Federal, com dinheiro oriundo de empresas que faziam negócios com o governo. Quatro empresas são suspeitas de efetuar repasses: Info Educacional, Vertax, Adler e Linknet. Além disso, ele teria conhecimento de pagamentos a colaboradores próximos, como os secretários de Relações Institucionais Durval Barbosa, de Educação José Luís Valente, o chefe de gabinete Fábio Simão, o assessor de imprensa, Omézio Pontes, e o chefe da Casa Civil do governo, José Geraldo Maciel; outro participante do esquema teria sido o secretário Domingos Lamoglia. Lamoglia saiu do governo, indicado para o Tribunal de Contas do Distrito Federal. Durval Barbosa, que foi secretário de Roriz e confirmou que a rede de corrupção foi montada no governo anterior, colaborou com as investigações policiais.
Os deputados suspeitos de serem beneficiários do esquema são Leonardo Prudente, Rogério Ulysses, Eurides Brito, Pedro do Ovo, Rôney Nemer, e o presidente do Partido da República no DF, Benedito Domingos. Arruda teria também se beneficiado pessoalmente, com pagamentos quinzenais de 50 mil reais, além de conseguir empregos para parentes e amigos, como seu filho, nas empresas do esquema, e de ter o apoio da empresa pública Codeplan com contribuições eleitorais e na construção de uma casa luxuosa em Brasília para si e políticos aliados, entre os quais o vice-governador, Paulo Octávio. Um vídeo foi divulgado no qual Arruda aparece recebendo maços de dinheiro quando ainda era candidato, em 2006. Arruda defendeu-se, asseverando que os 50 mil reais em espécie que embolsa no referido vídeo tiveram como destino a compra de panetones para os pobres. Em entrevista a vários jornais, ele atribui as denúncias a maquinações de políticos rivais, como Joaquim Roriz.
Nas investigações da Operação Castelo de Areia, apurou-se também que Arruda teria recebido 637,6 mil dólares ilegalmente para sua campanha em 1998. Ele, contudo, informou que não se lembra de doações da empreiteira Camargo Corrêa para sua campanha em 1998. Nas eleições de 2002, teria sido novamente beneficiado, desta vez por uma empresa coligada à Camargo Correa.

### Prisão preventiva e afastamento do cargo
No dia 11 de fevereiro de 2010, numa decisão do Superior Tribunal de Justiça, o governador José Roberto Arruda teve decretada sua prisão preventiva, junto a mais cinco pessoas, com o objetivo da preservação da ordem pública e da instrução criminal. Ficou alojado em uma sala da Superintendência da Polícia Federal em Brasília. O motivo da prisão preventiva foi a suposta participação na tentativa de suborno do jornalista Edson Sombra, testemunha do caso. Foi o primeiro caso na história do Brasil que um governador teve sua prisão decretada, ainda que preventiva.[carece de fontes?]
No dia 23 de fevereiro, o interino, Paulo Octávio, renunciou ao cargo por falta de apoio político. Dois dias depois, o advogado de Arruda, Nélio Machado, anunciou que seu cliente não voltaria mais ao governo do Distrito Federal, se libertado. Contudo, ele não cogitava uma renúncia, e sim o afastamento do cargo até o final das investigações, uma estratégia da defesa para conseguir um habeas corpus.
O plenário do Supremo Tribunal Federal em 3 de março negou seu pedido de habeas-corpus. O ministro Carlos Ayres Britto declarou:"Dói em cada um de nós, na alma e no coração, ver um governador sair do palácio para a cadeia. Acabrunha o País como um todo e constrange cada um de nós como seres humanos. Há quem chegue às mais altas alturas para cometer as maiores baixezas".

### Abertura de processo deimpeachment
No dia 4 de março de 2010 a Câmara Legislativa do Distrito Federal aprovou o parecer da Comissão Especial que pede a abertura do processo de impeachment do governador afastado José Roberto Arruda.

### Cassação do mandato
Em 16 de março de 2010, José Roberto Arruda teve o seu mandato cassado pelo Tribunal Regional Eleitoral do Distrito Federal por desfiliação partidária. O resultado foi de 4 votos contra 3, tendo votado a favor da cassação Mário Machado Vieira Netto (relator), Raul Saboia, Egmont Lopes e o Presidente Lecir da Luz, enquanto que votaram contra Evandro Pertence, Cândido Ribeiro e Antoninho Lopes. Arruda desistiu de recorrer desta decisão.

### Saída da prisão
Somente em 12 de abril de 2010, o STJ revogou a prisão preventiva de Arruda, que por não ser mais governador, não poderia mais influenciar as investigações.
Em agosto de 2010 a Polícia Federal concluiu o relatório final da Operação Caixa de Pandora, que aponta o ex-governador José Roberto Arruda como chefe de uma organização criminosa para desviar recursos públicos por meio de empresas contratadas por seu governo.

### Operação Panatenaico - Prisão preventiva e bloqueio de bens
Em 23 de maio de 2017, José Roberto Arruda foi preso na Operação Panatenaico, que investiga organização criminosa que fraudou e desviou recursos das obras de reforma do Estádio Nacional Mané Garrincha para Copa do Mundo de Futebol de 2014. Os agentes públicos e privados investigados na operação são suspeitos de fraudes de quase R$ 1 bilhão na reforma do Mané Garrincha – inicialmente orçada em cerca de R$ 600 milhões e que, ao final, custou R$ 1,575 bilhão.
Na mesma operação, a Justiça do Distrito Federal determinou o bloqueio de até R$ 26 milhões dos ex-governadores José Roberto Arruda e Agnelo Queiroz e do ex-vice-governador Tadeu Filippelli, que há época da determinação exercia a função de assessor do presidente Michel Temer.
A polícia federal suspeita que a reforma do Mané Garrincha foi superfaturada em R$ 900 milhões, e o ex-governador José Roberto Arruda é apontado como quem bolou a fraude à licitação beneficiando as empresas Andrade Gutierres e Via Engenharia.